# Engels-grasroest
Engels-grasroest (Uromyces armeriae, syn.: Uromyces armeriicola) is een autoecische roestschimmel die behoort tot de familie Pucciniaceae. Hij komt voor op Armeria (o.a. Engels gras).

## Kenmerken
De spermogonia zitten op de bovenkant van het blad. Aecia, uredinia en telia komen op beide kanten van het blad voor. De bekervormige aecia hebben een wit peridium. De 22-27 × 15-17 µm grote aeciosporen zijn geel tot oranje. De uredinia zijn lichtbruin en de telia donkerbruin. De bruine, ronde tot eivormige urediniosporen zijn 25-28 × 24-25 µm groot en hebben een met wratten bezette wand. De eencellige, 29-32 × 21-25 μm grote teliosporen hebben een steel, die even lang is als de teliospore.

## Verspreiding
De schimmel komt voor in Europa. In Nederland is de schimmel uiterst zeldzaam.

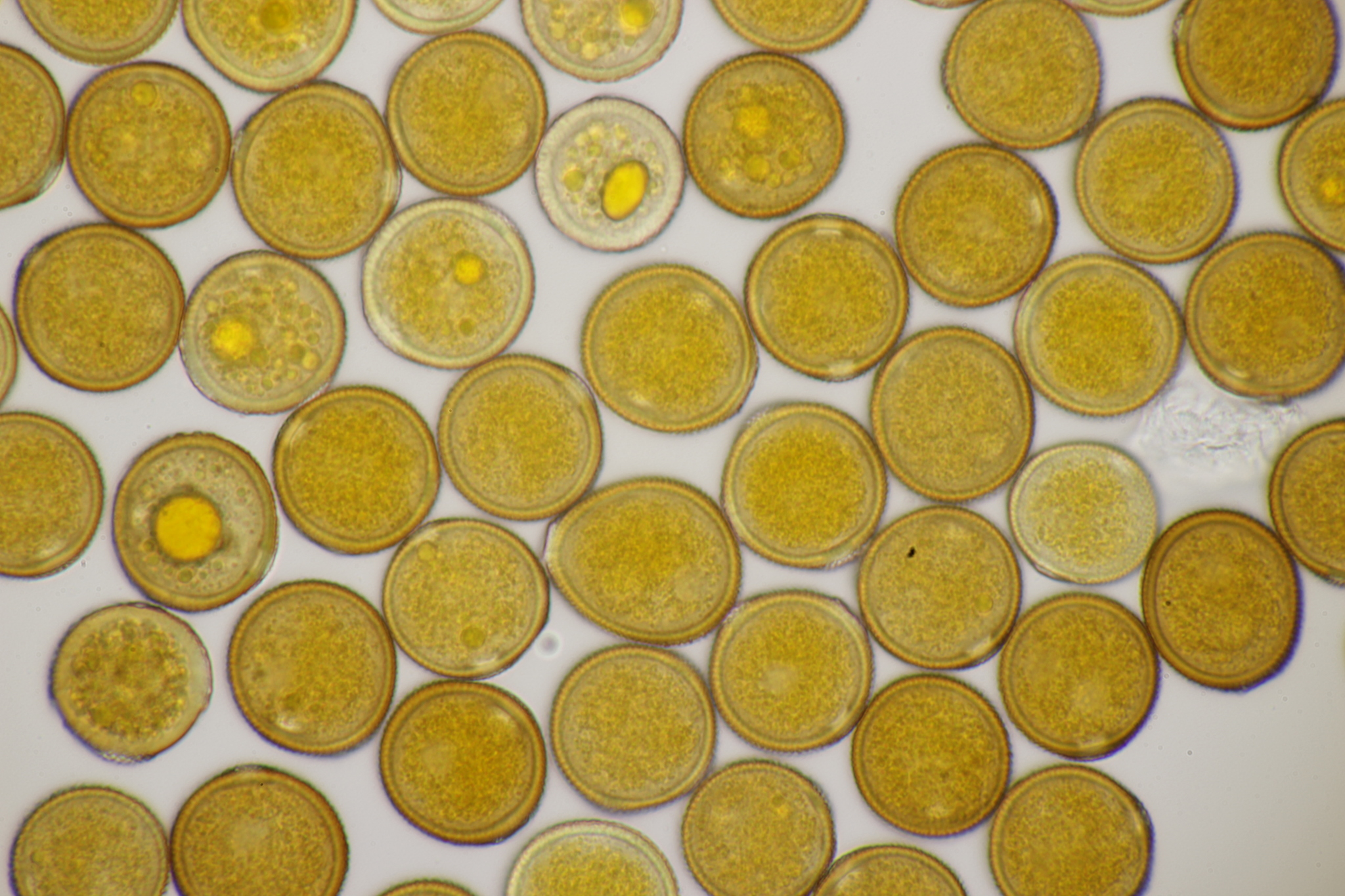
Urediniosporen op Armeria maritima subsp. elongata
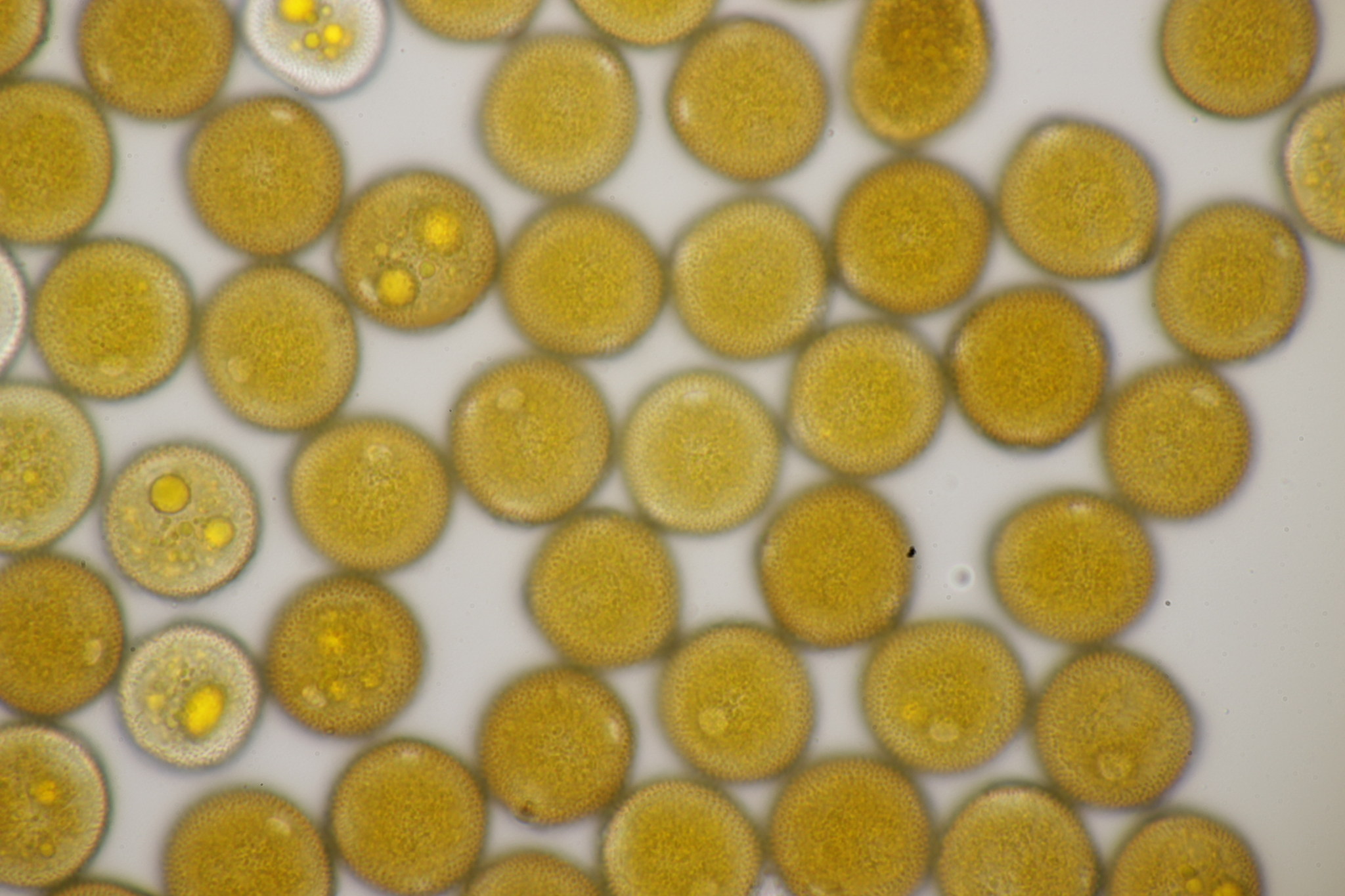
Urediniosporen op Armeria maritima subsp. elongata